# Silnice II/380

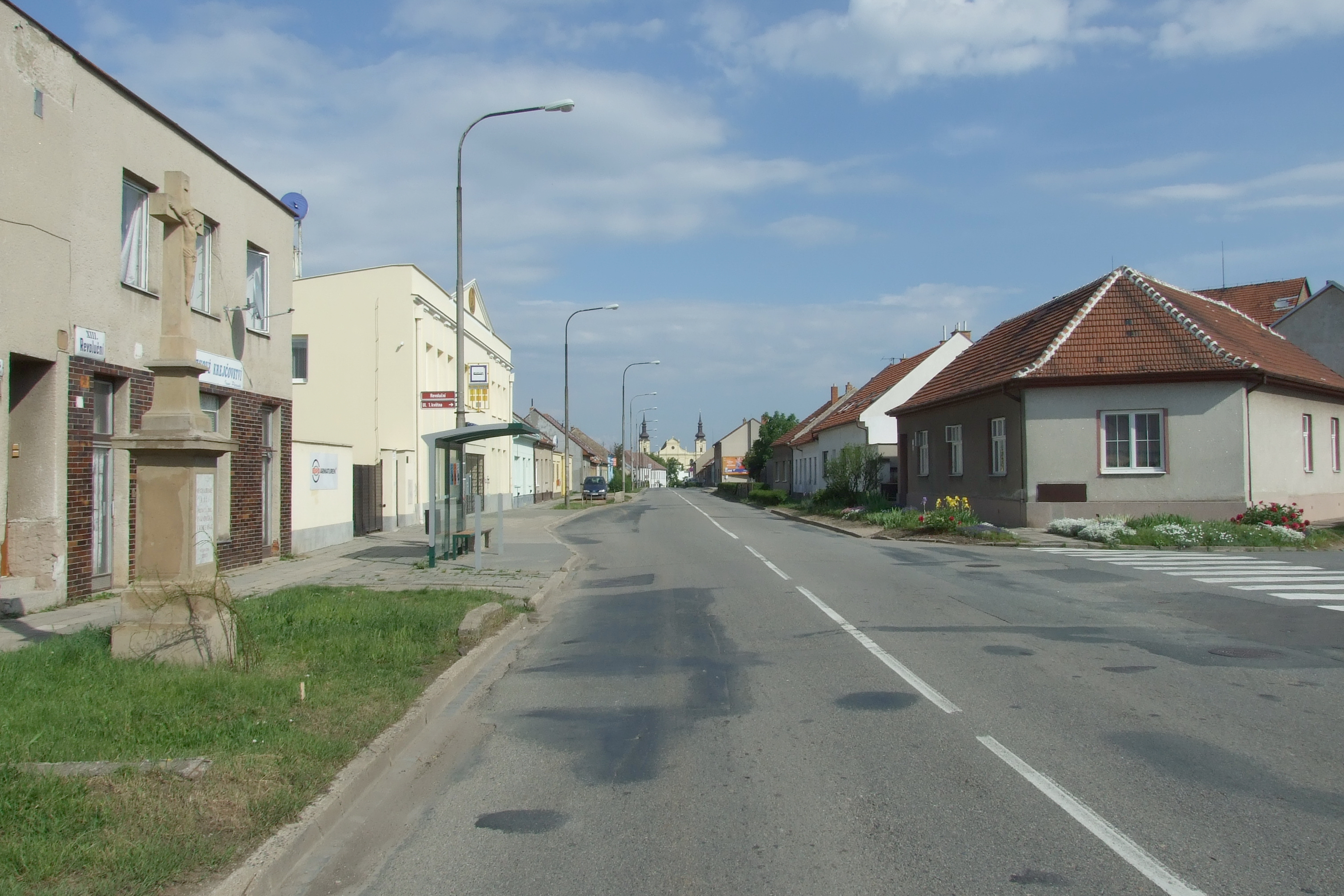
Silnice II/380 v Tuřanech, ulice Revoluční

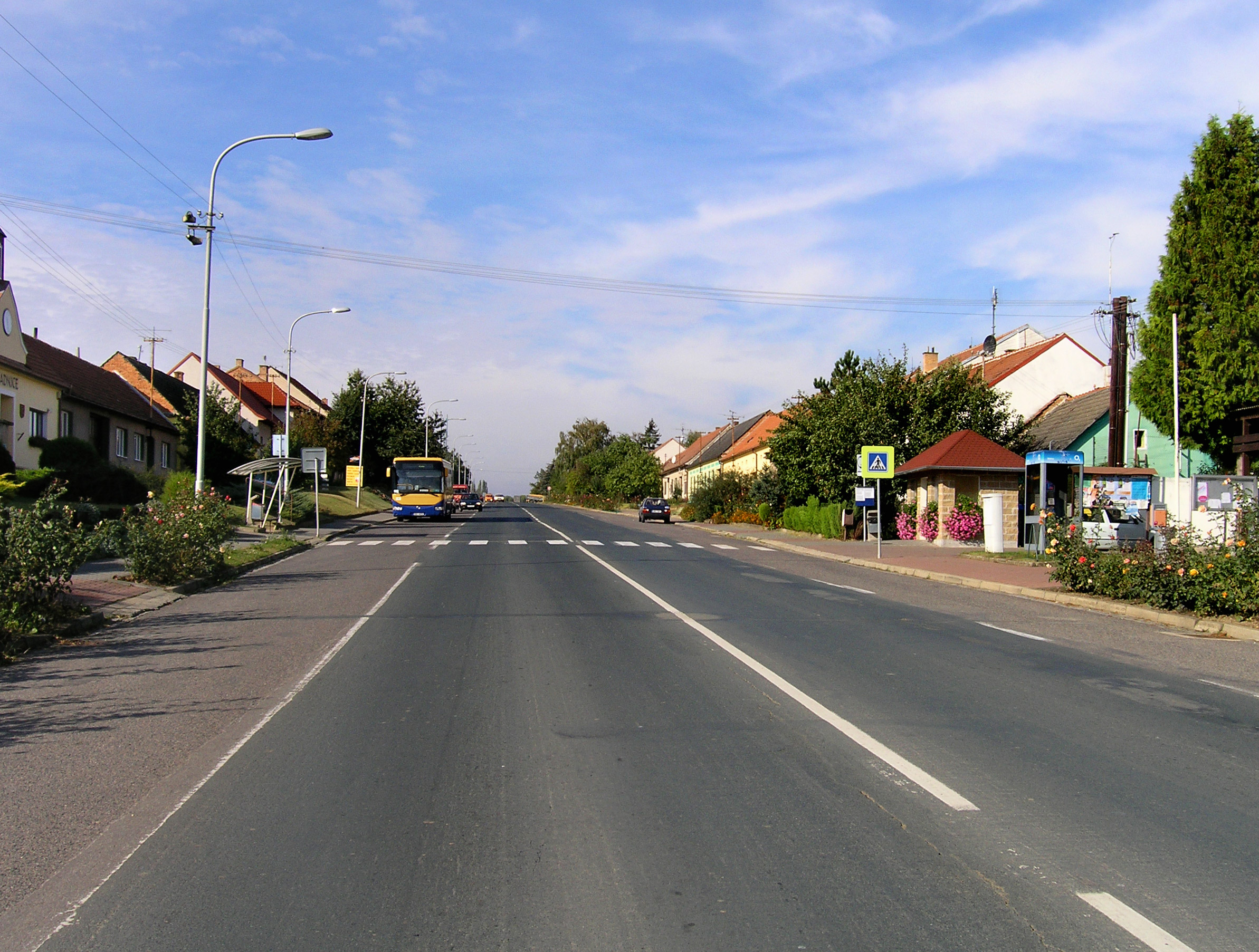
Silnice II/380 v Kašnici

Silnice II/380 je jihomoravská silnice II. třídy vedoucí z Brna do Hodonína. Do roku 1997 se jednalo o úsek silnice I. třídy č. 51, proto má II/380 charakter spíše státní než okresní silnice. Je dlouhá 54 km.

## Vedení silnice

### Jihomoravský kraj
Okres Brno-město
- křížení s I/41, D2
- Brněnské Ivanovice (ul. Kaštanová, Tuřanská)
- Tuřany (ul. Revoluční, Špirkova, Hanácká, Sokolnická) (II/417)

Okres Brno-venkov
- odbočka Sokolnice (II/418)
- Telnice
- křižovatka Žatčany (II/416)
- Moutnice
- Těšany

Okres Břeclav
- odbočka Šitbořice
- Borkovany
- křížení s II/381
- Klobouky u Brna (obchvat)
- Kašnice
- Krumvíř (II/418)

Okres Hodonín
- Terezín (II/421)
- Čejč (II/419, začátek peáže II/422)
- Hovorany (konec peáže II/422)
- Mutěnice
- křížení s II/431
- Hodonín (obchvat, I/55)

## Kvalita cestování
Vozovka je na většině trasy v relativně dobrém stavu, což umožňuje poměrně pohodlné cestování, ale běžné jsou záplaty, které nelícují s původním povrchem. Nejkvalitnější úsek se rozprostírá od obce Moutnice až ke Kloboukům, jelikož zde v letech 2013 a 2014 proběhla kompletní výměna povrchu, a od Hovoran do Mutěnic, kde rekonstrukce proběhla v roce 2024. Plynulost a rychlost cesty z Brna do Hodonína po této silnici je tedy, kromě probíhajících uzavírek, spíš negativně ovlivněna tím, že se na trase nachází mnoho měst a obcí, několik stoupání, železničních přejezdů a kruhových objezdů. Podle výpočtu aplikace Mapy Google je cesta od samotného začátku silnice v Brně do centra Hodonína dlouhá 57,2 km a zabere 56 minut. Zajímavou alternativou proto může být využití dálnice D2 k exitu 48 (Břeclav, Hodonín) a silnice I/55, která tvoří severní obchvat Hodonína, s napojením k městu silnicí I/51 (ul. Velkomoravská). Tato trasa je sice dlouhá 67,3 km, ale zabere v ideálním případě jen cca 40 minut. Výběr mezi těmito dvěma trasami záleží na tom, zda prioritou je co nejkratší čas nebo ujetá vzdálenost. K využití D2 je ovšem, na rozdíl od II/380, nutná dálniční známka.
Silnici II/380 využívá poměrně velké množství osobních i nákladních automobilů, především v okolí Brna a Krumvíře. Na většině této silnice není vedena žádná cyklotrasa, světlou výjimkou je jen část Moravské vinné stezky mezi Klobouky a Čejčem, kde šířka a přehlednost dovolují bezpečné míjení cyklistů ostatními účastníky provozu. Naproti tomu zvýšená opatrnost je doporučována na části cyklotrasy 5114 mezi obcí Těšany a křižovatkou se silnicí do Šitbořic.